# Goniothalamus woodii
Goniothalamus woodii este o specie de plante din genul Goniothalamus, familia Annonaceae, descrisă de Elmer Drew Merrill și Mat Salleh. Conform Catalogue of Life specia Goniothalamus woodii nu are subspecii cunoscute.